# Fabien Barel
Fabien Barel (Nizza, 26 luglio 1980) è un mountain biker francese.
Specialista del downhill, è stato campione del mondo juniores nel 1998 a Mont-Sainte-Anne ed élite nel 2004 a Les Gets e nel 2005 a Livigno. Nel 2003 a Lugano vinse la medaglia di bronzo e nel 2007 a Fort William l'argento.

## Carriera
Nel maggio del 2010 è vittima di una caduta in cui subisce la frattura del femore, che lo tiene fermo per il resto della stagione.

## Palmarès
- 2000

4ª prova Coppa del mondo, Downhill (Mont-Sainte-Anne)
- 2001

3ª prova Coppa del mondo, Downhill (Grouse Mountain)
- 2002

Campionati francesi, Downhill
- 2004

Campionati del mondo, Downhill (Les Gets)
6ª prova Coppa del mondo, Downhill (Livigno)
Campionati francesi, Downhill
- 2005

Campionati del mondo, Downhill (Livigno)
Campionati europei, Downhill
4ª prova Coppa del mondo, Downhill (Mont-Sainte-Anne)
Campionati francesi, Downhill
- 2006

Campionati francesi, Downhill
- 2007

Campionati francesi, Downhill
- 2009

5ª prova Coppa del mondo, Downhill (Maribor)
Campionati francesi, Downhill

## Piazzamenti

### Competizioni mondiali
- Coppa del mondo

2000 - Downhill: 6º
2001 - Downhill: 6º
2002 - Downhill: 5º
2003 - Downhill: 7º
2004 - Downhill: 8º
2005 - Downhill: 6º
2006 - Downhill: 13º
2007 - Downhill: 8º
2008 - Downhill: 6º
2009 - Downhill: 10º
- Campionati del mondo

Mont Sainte-Anne 1998 - Downhill Juniores: vincitore
Åre 1999 - Downhill: 8º
Sierra Nevada 2000 - Downhill: 18º
Vail 2001 - Downhill: riserva
Kaprun 2002 - Downhill: non partito
Lugano 2003 - Downhill: 3º
Les Gets 2004 - Downhill: vincitore
Livigno 2005 - Downhill: vincitore
Fort William 2007 - Downhill: 2º
Val di Sole 2008 - Downhill: 5º
Canberra 2009 - Downhill: 4º